# Yazidiți
Yazidiții reprezintă un grup religios, de etnie kurdă, a căror credință este un sincretism intre islam și vechile religii persane, cu precădere, zoroastrismul. Ei trăiesc, cu precădere, în provincia Mosul, Irak, în unele zone din Turcia, Siria, Armenia, Iran, precum și în unele zone din Caucaz. Ei cred în Dumnezeu, Creator al lumii, lume pe care a pus-o sub vegherea celor șapte îngeri sau ființe divine, în fruntea cărora se află Melek Taws, „Îngerul Păun”.

## Răspândire teritorială și adepți
Yazidiții se găsesc, cu precădere în zone din Mosul, Irak (Ba`šiqa și Baḥzānēin); Diyarbakɪr, Turcia; Alep, Siria; Armenia; în unele regiuni din Caucaz și în Iran.
Numărul adepților acestei credințe nu este cunoscut cu exactitate, însă unele surse îl estimează ca fiind de aproximativ 800,000 , dintre care 700,000 locuiesc numai în nordul Irakului.

## Origini

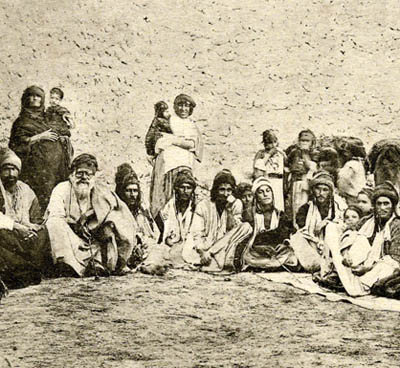
Grup de yazidiți la Sinjar, lângă Mosul, în jurul anului 1920

Conform unor surse semnificația numelui are echivalentul în expresia “am fost creat de Dumnezeu”, însă credincioșii yazidiți susțin că echivalează prin expresia “cei ce sunt pe calea cea dreaptă”. De asemenea, termenul este, într-un grad mare, apropiat de sensul zoroastrian/persan yazdan a cărui semnificație este “Dumnezeu”, iar yazata își găsește echivalentul  în cuvântul “divin” sau “ființă divină”.
Religia lor este, de fapt un complex sincretic de credințe kurde care conțin elemente zoroastriane, maniheiste și doctrine sufite islamice care au fost însumate într-o singură credință, în secolul XII, de șeicul `Adi Ibn Musāfir.
În acest context, elementele sufite sunt vizibile în vocabularul religios, în special în literatura esoterică, iar elemente de sorginte zoroastrian se pot observa în mitologie.
O serie de surse o tratează ca fiind un sistem de credințe și practici ce fac parte din ordinul sufit ʿAdawiyya, ordin situat în munții Kurdistanului. De-a lungul timpului, influențele locale și-au lăsat amprenta asupra ordinului, însă modificările survin de-abia după moartea fondatorului, șeicului `Adi Ibn Musāfir. Acesta era descendent omeyad, născut în valea Bekaa care s-a stabilit în valea Lāliš (aproximativ 58 km nord-est de Mosul) la început de secol XII.
De menționat este faptul că Lāliš era cunoscută drept o zonă în care existau grupuri de oameni ce îl venerau pe Yazīd ibn Mu`āwiya și, astfel, erau deja numiți yazidiți, motiv pentru care unii cercetători consideră că numele le-a parvenit astfel. `Adi Ibn Musāfir a murit în 1162, fiind îngropat la Lāliš,  ce a devenit un punct de pelerinaj foarte important în această credință.

## Credințe și practici
Yazidiții sunt monoteiști, cred într-un singur Dumnezeu care a creat lumea ce acum se află în grija celor șapte ființe divine cunoscute și ca îngeri. Conform cărții sfinte, Cartea Neagră, la început Dumnezeu a creat perla albă din propria-i esență, apoi o pasăre pe nume Anfar pe spatele căreia a pus perla. După 40 de ani, în prima zi, duminica, a creat din însăși lumina sa un înger, Îngerul Păun, Melek Taws și timp de șase zile a creat câte un înger pentru a-l ajuta și servi pe Îngerul Păun. De asemenea, a creat cele șapte ceruri, pământul, soarele și luna, omenirea, animalele și păsările. Când a strigat puternic spre perla ea s-a spart în patru bucăți, apa a țâșnind din ea, transformându-se în mare. Apoi Dumnezeu l-a creat pe Gabriel în formă de pasăre, cerându-i ca o bucată de perlă să o pună la poarta raiului, alta sub pământ, iar din fragmentele rămase Dumnezeu a creat stele pe cer.
Însă curând pământul avea să se cutremere, iar Dumnezeu îl va trimite pe Îngerul Păun să readucă ordinea și liniștea. El va pogorî în locul cunoscut astăzi sub numele de Lāliš pe care l-a transformat într-un loc bogat în faună și floră.
O altă credință specific yazidită este aceea că oamenii de această credință se trag din sămânța lui Adam. Credința apartenenței la sângele lui Adam provine de la o legendă din cărțile sfinte ale yazidiților. Înainte de a li se fi dat sexul, Adam și Eva se certau asupra faptului că fiecare dorea să fie cel care va purta copii și, astfel, fiecare și-a pus sămânța într-un ulcior care a fost mai apoi închis. Când cei doi și-au deschis ulcioarele, în cel al lui Adam se afla un băiețel și o fetiță, iar în cel al Evei insecte și ființe neplăcute. Copii lui Adam au crescut și s-au căsătorit dând naștere copiilor ce vor fi mai apoi cunoscuți sub numele de yazidiți. Ei cred, deci, că au fost născuți din Adam pe când restul lumii ar proveni din Eva.
Drumul pe care îl urmează oamenii le aparține, aceștia având puterea să distingă între bine și rău.
Yazidiții au două cărți importante: Cartea Iluminării și Cartea Neagră, iar conceptele yazidite fundamentale sunt metempsihoza și puritatea religioasă. Metempsihoza se explică prin credința că cei șapte îngeri se reîncarnează în formă umană periodic, în timp ce puritatea religioasă se poate explica prin sistemul castelor, prin legile mâncării și preferințele tradiționale de a trăi în comunități yazidite închise.
Doctrinele yazidite se află în conflict cu cele islamice pentru că în timp ce aceștia consideră că cele șapte ființe divine îi protejează, credința islamică consideră că ființele divine sunt diavoli. Melek Taws, liderul celor șapte îngeri, este identificat în islam și creștinism cu Satana (Shaitan). De altfel, yazidiții consideră că relele vin din spiritul și inima cu care au fost înzestrați oamenii și nu de la diavol. Un alt aspect important, referitor la diavol este faptul că ei nu au voie să îl invoce, întrucât invocarea acestuia ar presupune și aducerea lui printre oameni.
In cartea Iluminării, se spune că Melek Taws le dă oamenilor bucuriile, supărările și responsabilitățile așa cum crede el de cuviință, fără ca oamenii să se îndoiască de deciziile lui.

### Pelerinajul
Cel mai important ritual este pelerinajul de șapte zile la mormântul șeicului Musāfir în Lāleš, Irak, unde, pe lângă mormânt se găsesc o serie de alte simboluri importante pentru alte credințe, iar un exemplu în acest sens ar fi muntele `Arafat. De asemenea, se găsesc două râuri sacre, Zamzam și Râul Alb. Dacă este posibil, yazydiții merg cel puțin o dată în viață în pelerinaj la Lāleš, iar pentru cei ce locuiesc în apropiere merg o dată pe an, toamna, pentru Festivalul Adunării.

### Rugăciunea
Practicanții acestui tip de credință trebuie să recite cinci rugăciuni zilnice, câte una pentru fiecare moment al zilei. Cea de dimineață și cea de seară sunt cele mai importante rugăciuni. Ele se efectuează cu fața la soare. Aceste rugăciuni trebuie realizate în deplină singurătate și este obligatoriu să fie mereu în direcția soarelui.

### Sărbători
Printre sărbătorile yazidite se numără și sarsal (anul nou), care are loc primăvara. În cadrul sărbătorii, yazidiții vopsesc ouă în culorile păunului (roșu, albastru, verde și galben), practică unele dansuri specifice și gătesc mâncăruri tradiționale.
Această sărbătoare are loc în luna aprilie, într-o zi de miercuri, zi pe care yazidiții o numesc Ziua cea Roșie. Ea simbolizează ziua în care Îngerul Păun a venit pe Pământ pentru a aduce pace și a dărui lumii culorile păunului. De asemenea, femeile pun buchete cu flori roșii deasupra ușilor pentru a-i fi mai ușor păunului să recunoască casele yazidite.
O altă sărbătoare importantă este cea a lui Melek Taws. Printre tradiții se află vizitarea satelor yazidite care au efigii în bronz ale păunului, se colectează o serie de taxe, se împarte apă sfințită și se fac slujbe.
Însă cea mai mare sărbătoare are loc la Lāleš și este numită Sărbătoarea Adunării, care are loc din 23 septembrie până pe 1 octombrie. Pe durata celor șapte zile de sărbătoare credincioșii merg în pelerinaj la mormântul șeicului Musāfir unde se sacrifică un taur. Prin jertfirea taurului se marchează sosirea toamnei. De asemenea, prin jertfirea animalului se cere aducerea precipitațiilor pe timpul iernii, ca Pământul să reînvie astfel odată cu sosirea primăverii. De asemenea, o altă îndeletnicire din timpul acestei sărbători este  tradiționala spălăre a statuetelor lui Melek Taws și jertfirea mieilor la mormântul șeicului sau la mormintele altor sfinți.

### Manifestări ale credinței și tabuuri
În această credință puritatea religioasă este foarte importantă, astfel se poate explica și teama de a amesteca elemente ce ar putea fi incompatibile, un exemplu în acest sens ar fi căsătoria între clanuri.
Legile hranei, castitatea și modul de viață în comunitate reflectă puritatea religioasă și tabuurile sale. Oamenii religioși nu sunt insultați, iar cele patru elemente primordiale (apă, foc, pământ și apă) sunt protejate de un număr impresionant de tabuuri. Credincioșii nu au voie să scuipe în apă, pe pământ sau în foc. Apa fierbinte nu trebuie turnată pe pământ pentru că ar putea ofensa spiritele. De asemenea, contactul îndelungat cu cei care nu aparțin religiei este considerat pângărire, astfel, ei tind să fie izolați de restul comunităților. Un alt exemplu în acest sens ar fi că credincioșii yazidiți nu făceau armata pentru a nu intra în contact cu musulmanii. De altfel, nici nu împărțeau lucrurile cu necunoscuții sau dezvăluiau ritualuri și credințe celor care nu făceau parte din cercul lor.

### Tradiții
Sâmbăta este considerată zi de odihnă, deși miercurea este ziua sfântă. 
De altfel, printre obiceiurile religioase se află și acela de botezare a copiilor la naștere. Aceștia pot fi și circumciși, însă această practică nu este obligatorie. Clanurile nu se căsătoresc între ele și nu se acceptă sub nicio formă convertirea.
Morții sunt îngropați în coșciuge conice cu mâinile încrucișate, iar un mod de pedeapsă drastică pentru cei ce greșesc este expulzarea din comunitatea religioasă.
De asemenea, yazidiții sunt, în general, monogami, însă liderii comunității pot fi și poligami.

## Organizare
Yazidiții sunt împărțiți pe caste, sistemul fiind stabilit de șeicul Adi Ibn Musāfir, iar în fruntea lor se află un prinț sau emir, în timp ce șeicul este conducătorul religios. Există trei caste, cea numită murīd, apoi cea a șeicilor, iar cea din urmă cea a pirilor.
Casta preoților este și ea împărțită în trei, astfel există: faqirii, mai precis casta cea mai înaltă a preoților, ei provenind din rândurile șeicilor. Aceștia sunt descendenții direcția ai fondatorului credinței.
De asemenea, casta cântăreților sfinți, iar rolurile acestora sunt ereditare, fiind transmise din tată în fiu.
O altă castă este cea a servitorilor sanctuarului, având calități deosebite.

## Războiul din Siria
În anul 2016, părintele Patrick Desbois a anchetat pe cont propriu genocidul comis de Statul Islamic împotriva comunității yezidi, lansând un apel disperat către Occidentul care se face că nu vede infernul declanșat de teroriști.